# 인생 게임

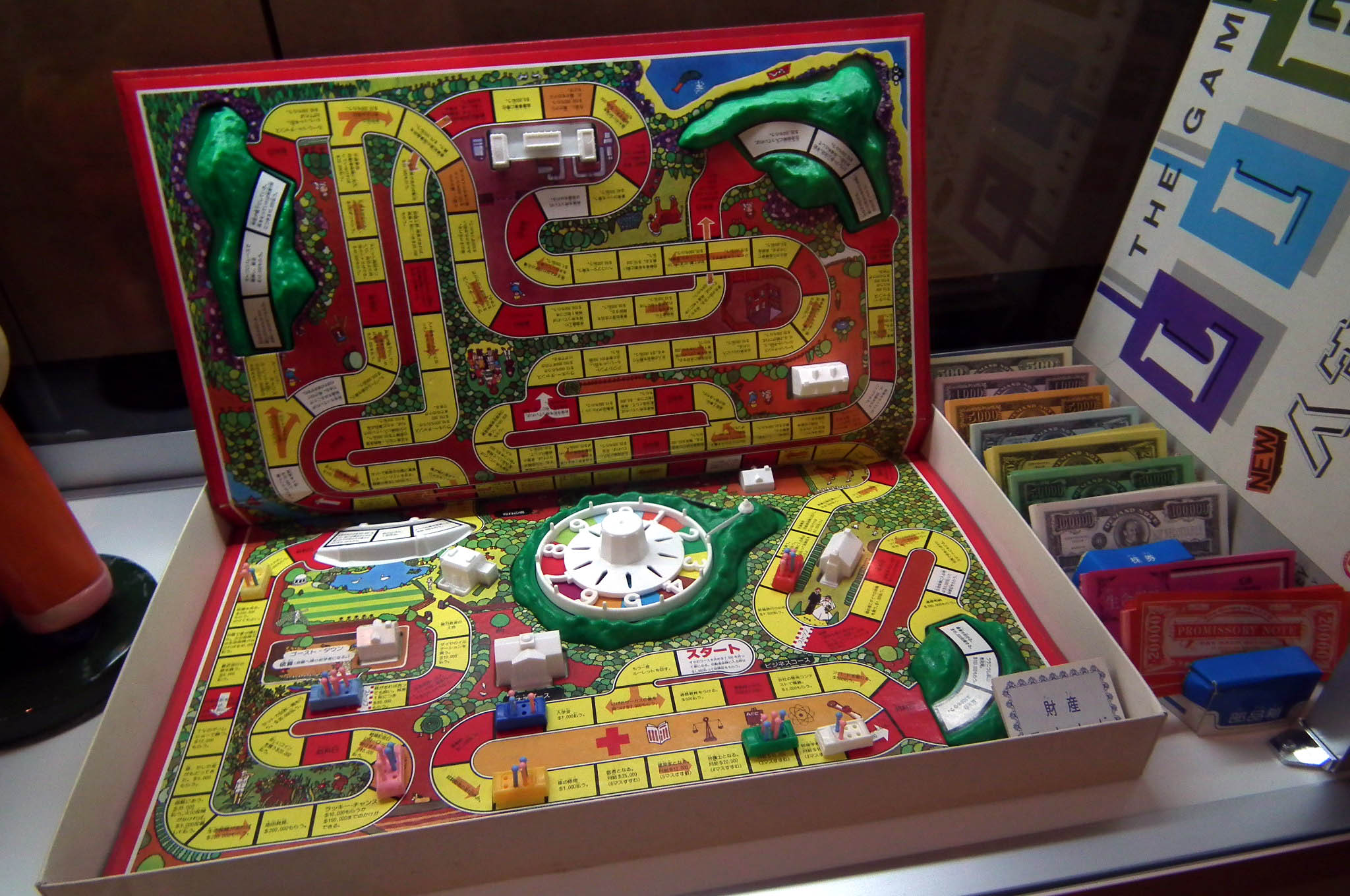
일본어 버전의 인생 게임.

인생 게임은 밀턴 브래들리 회사(현 해즈브로)에서 만든 보드 게임이다.
인생 게임의 형은 1860년경 미국 매사츄세츠주 스프링필드의 인쇄업을 운영하던 밀턴 브래들리(Milton Bradley)가 고안해낸 'The Checkered Game of Life' 이라 할 수 있다.
게임 방식은 말판놀이의 형태로, 게임 초반에 룰렛을 돌려 나온 숫자에 따라 직업을 선택하거나 돈을 벌거나 하는 진로를 결정하여, 이후 순서대로 룰렛을 돌려 나온 숫자만큼 자신의 말을 움직이면서, 사람의 일생에서 있을법한 여러 이벤트를 겪어나가는 게임이다. 온라인 게임 또는 휴대폰용 게임으로도 발매되고 있다.

## 게임 정보
인생 게임은 Hasbro. Inc에서 출판되었으며, 보드게임 긱에서는 패밀리 게임 부분에 기재되어 있다.

## 게임의 구성
인생 게임의 구성은 다음과 같다.
- 입체형 돌림판이 조립된 게임판
- 행운토큰 5개, 자동차 게임말 4개, 사람말 24개, 바캉스 카드 15장, 직업카드 8장, 대학카드 8장, 주택카드 14장, 액션카드 55장
- 설명서

## 목적
은퇴 후에 가장 많은 돈을 번 사람이 승리한다.